# Nati nel 961
| Questa pagina contiene informazioni ricavate automaticamente dalle voci biografiche con l'ausilio del template Bio e di un bot. L'aggiornamento è periodico e automatico e ricostruisce completamente la pagina. Se manca una persona in questa lista, sei pregato di non aggiungerla, ma accertati piuttosto che la sua voce biografica contenga il template Bio e che i dati anagrafici siano correttamente compilati. Se il template Bio manca, inseriscilo tu stesso o, in alternativa, metti l'avviso {{tmp\|Bio}} che ne segnala la mancanza. Se i dati riportati sono sbagliati, correggi direttamente la voce biografica; le modifiche saranno visibili in questa lista entro pochi giorni. Per chiarimenti vedi il progetto biografie. La lista contiene solo le 7 persone che sono citate nell'enciclopedia e per le quali è stato implementato correttamente il template Bio. Pagina aggiornata al 13 gen 2025. |

- Sigmundur Brestisson, missionario norreno († 1005)
- Editta di Wilton, monaca cristiana inglese († 984)
- Mahendradatta, regina († 1011)
- Odilone di Cluny, abate e santo francese († 1049)
- Pietro II Orseolo, doge († 1009)
- Ramiro III di León, re († 985)
- Abu Mansur al-Tha'alibi, scrittore persiano († 1038)